# Ralph W. Hood Jr.
Ralph W. Hood Jr. (ur. 12 lipca 1942 w Denver w stanie Kolorado) – amerykański psycholog i psycholog religii.

## Kariera akademicka i naukowa[1]
Licencjat z nauk ścisłych uzyskał na Uniwersytecie Kalifornijskim w Los Angeles. Na tej samej uczelni Hoodowi przyznano tytuł magistra nauk ścisłych w 1966 roku. W 1968 roku obronił doktorat z zakresu psychologii społecznej na Uniwersytecie Nevady w Reno, gdzie pracował jako wykładowca w latach 1967-1969. Jego dalsza kariera akademicka związana jest z University of Tennessee w Chattanooga, gdzie pełnił obowiązki profesora uczelnianego w latach 1970-1975, profesora nadzwyczajnego w latach 1975-1980, a od 1980 roku wykłada jako profesor.

Jest członkiem różnych stowarzyszeń naukowych, m.in.: Amerykańskiego Towarzystwa Psychologicznego, Religious Research Association, Association for the Sociology of Religion, Society for the Scientific Study of Religion.

Hood współpracuje z wieloma czasopismami naukowymi: od 1971 roku do dzisiaj jest redaktorem doraczym w Journal for the Theory of Social Behavior, a od 1998 do dzisiaj – redaktorem Mental Health, Religion and Culture; w latach 1995-1999 redagował Journal for the Scientific Study of Religion, a w latach 1992-1995 współredagował International Journal for Psychology of Religion.
Był laureatem wielu prestiżowych nagród, m.in. w 1985 roku otrzymał William James Award od Amerykańskiego Towarzystwa Psychologicznego za trwałe i wyróżniające się osiągnięcia w badaniach z psychologii religii; w 1996 roku – Mentor Award (od tej samej organizacji), a w 2000 roku – Distinguished Service Award od Society for the Scientific Study of Religion.

W 1998 wraz z Peterem Hillem uzyskał grant Fundacji Templetona, w wyniku którego powstała książka Measures of Religiosity zawierająca przegląd różnego typu skal badania zjawisk związanych z religią.

## Praca naukowa i zainteresowania
Początki zainteresowań Hooda psychologią sięgają czasów jego dzieciństwa. Hood wychował się z w środowisku stwarzającym możliwość obserwacji ludzi z różnych kultur i społeczności. Fascynowała go różnorodność, w tym – przede wszystkim – kwestia dewiacji, co z kolei obudziło zainteresowanie sposobami, w jakie można usprawiedliwić „inność” za pomocą religii. Hood podkreśla, że zawsze starał się przyjmować perspektywę osób badanych.

Hood jest autorem wielu skal pomiaru doświadczenia religijnego i mistycznego (m.in. skala mistycyzmu, skala doświadczeń transcendencji śmierci). W skalach tych stara się nie wymuszać na badanych zdefiniowania doświadczenia jako religijnego czy mistycznego, ale raczej wskazywać na pewne odczucia, czy uczucia, z którymi badani mogą się identyfikować i dopiero na tej podstawie orzekać o charakterze doświadczenia.

Pasja empiryczna Hooda przejawia się w przeprowadzaniu wielu badań eksperymentalnych, wśród których można wymienić, m.in.: badania wpływu deprywacji sensorycznej w komorze izolacyjnej na doświadczenia mistyczne czy badania prowadzone z J. Morrisem nad wywoływaniem doświadczeń mistycznych w środowisku naturalnym.

Hood prowadził także wiele badań korelacyjnych i różnicowych, m.in. dotyczących religijnych orientacji.
Wśród zainteresowań Hooda znalazł się także temat fundamentalizmu religijnego. Hood stworzył własny model fundamentalizmu, przeprowadzając wcześniej krytyczną analizę literatury przedmiotu. W swoim modelu intratekstualnym mówi, że dla fundamentalistów tekst źródłowy (np. Biblia) jest bazą, ale niekoniecznie traktowana w całości jako dosłowny przekaz Boga, ponieważ w tekście jest wiele miejsc niezrozumiałych czy dwuznacznych. Dlatego konieczna jest interpretacja tekstu (w związku z czym dopuszcza się alegorię i symbol), ale musi ona być oparta na samym tekście źródłowym, a nie na nadbudowanych na nim teoriach.

Hood od dwudziestu lat prowadzi także interesujące badania nad serpent handling.

## Poskramianie węży[6]
Historia rytuału poskramiania węży (ang. serpent handling), sięga postaci pastora George'a Hensleya, który zainspirował się fragmentem Ewangelii Marka, gdzie Jezus mówi do uczniów: „Te zaś znaki towarzyszyć będą tym, którzy uwierzą; w imię moje złe duchy będą wyrzucać, nowymi językami mówić będą; węże brać będą do rąk , i jeśliby coś zatrutego wypili, nie będzie im szkodzić. Na chorych ręce kłaść będą, a ci odzyskają zdrowie” (Mk 16,17-18). Kiedy pastor po raz pierwszy spotkał w lesie grzechotnika i wziął go do rąk, był bardzo zdziwiony tym, że wąż go nie ukąsił. Od  tej pory głosił, że powyższy fragment Ewangelii należy rozumieć dosłownie; wokół niego gromadziła się grupa ludzi poskramiających węże, która z czasem utworzyła Kościół Boży (Church of God). Po pewnym czasie Kościół zaczął zarzucać tę praktykę; rytuał odprawia licząca około 250 niewielkich zborów grupa wyznawców mieszkająca w Appalachach.
Sam rytuał poprzedza zbieranie węży na potrzeby nabożeństwa. Węże te muszą być jadowite; najczęściej są to grzechotniki, także mokasyny miedziogłowce i mokasyny błotne. W polowaniach na węże uczestniczą tylko mężczyźni, którzy muszą posiadać odpowiednie narzędzia do łapania węża, którego poza rytuałem nie wolno dotykać, ponieważ nie ma to znaczenia religijnego. Węże są przechowywane w odpowiednich pojemnikach przez około 6-8 miesięcy w domach wyznawców. Następnie węże są przynoszone wraz z Biblią na nabożeństwo. Pudła z wężami ustawia się pod ołtarzem, gdzie stoją aż do momentu, kiedy wierni poczują, że nadeszła odpowiednia chwila na ich otwarcie. W spontaniczny sposób jedna osoba wyciąga węża, potem podaje go innym ludziom. Wąż jest trzymany w rękach, człowiek może kołysać się wraz z nim w rytm muzyki, czasem węże są też „deptane". Podczas nabożeństwa zdarzają się przypadki ukąszeń. Jeśli ukąszenie jest śmiertelne, a osoba ukąszona brała węża do rąk z wiarą i pokorą, śmierć tej osoby jest traktowana przez współwyznawców jako sposób wezwania przez Boga, jako przykład głębokiej wiary i oddania, co nadaje tym ludziom status prawie męczenników. Na prośbę wiernego istnieje możliwość wezwania lekarza, ale takie zachowanie podważałoby ufność wiernego wobec Boga i posłuszeństwo jego woli, dlatego też większość nie decyduje się na pomoc medyczną. Konsekwencje ukąszenia są zależne od gatunku węża. Może to być uszkodzenie lub utrata części ciała (np. palców), paraliż nerwów, śmierć. W wypadku śmiertelnego ukąszenia agonia może trwać kilka dni. Węże po nabożeństwie są odnoszone w miejsce ich naturalnego środowiska.
Integralną częścią nabożeństwa jest muzyka, która pełni bardzo ważną rolę w nurtach wywodzących się od tradycji pentekostalnej.
Metodami stosowanymi przez Hooda w badaniach nad serpent handling są wywiady oraz obserwacja nabożeństw. Hood podkreśla, że podstawowa metoda to zaprzyjaźnienie się z badanymi – dopiero wtedy przeprowadzał z nimi wywiady pogłębione, powtarzane potem w sposób cykliczny. Ponadto Hood dokumentował nabożeństwa za pomocą nagrań filmowych.
Poskramiać węży nie mogą dzieci i osoby z zewnątrz, które wdzierają się do kościoła bez żadnej motywacji religijnej. Pozwala się na poskramianie gościom, ale ostrzega się ich jakimi konsekwencjami to grozi. Według członków Kościoła tylko osoby, które głęboko wierzą w sens tej praktyki i towarzyszącą jej moc Bożą i czynią ją z chęci wypełnienia woli bożej, mogą naprawdę poskramiać węże, czyli uchronić się przed ukąszeniem.
Prawo w większości stanów zabrania tej praktyki. Hood występuje w sprawach sądowych dotyczących serpent handlingu jako ekspert w tej dziedzinie.

## Obecność w Polsce
Ralph Hood gościł w Polsce w czerwcu 2009 roku. Na zaproszenie Instytutu Religioznawstwa UJ uczestniczył w międzynarodowej konferencji „Ritual Today”, z wystąpieniem pod tytułem Serpent Handling: A Christian Ritual that Maims and Kills.

## Wybrane publikacje
- The Psychology of Religion: An Empirical Approach, współautorzy Peter C. Hill i Bernard Spilka, New York 2009, Guilford Press, wyd. 4. ISBN 978-1-60623-303-0
- Them That Believe. The Power and Meaning of the Christian Serpent-Handling Tradition , współautor W. Paul Wiliamson, Berkeley and Los Angeles 2008, University of California Press. ISBN 978-0-520-231487-4 (cloth), ISBN 978-0-520-255587-6 (pbk)
- The Psychology of Religious Fundamentalism, współautorzy Peter C. Hill i W. Paul Williamson, The Guilford Press, New York 2005. ISBN 1-59385-2. (hard cover)
- Measures of Religiosity (1999, współredaktor z Peterem C. Hillem)
- Mysticism in the Psychology of Religion (1991)
- Sensory Isolation and the Differential Report of Visual Imagery in Intrinsic and Extrinsic Subjects (1981, z Robertem J. Morrisem)